# جيمي جيمس بيلي
جيمي جيمس بيلي (بالإسبانية: Jimmy James Bailey)‏ (7 فبراير 1954 في هندوراس - ) هو لاعب كرة قدم هندوراسي في مركز الهجوم. شارك مع منتخب هندوراس لكرة القدم. أما مع النوادي، فقد لعب مع ريال إسبانيا.

## وصلات خارجية
- جيمي جيمس بيلي على موقع ناشيونال فوتبول تيمز (الإنجليزية)
- جيمي جيمس بيلي على موقع عالم كرة القدم.نت (الإنجليزية)